# Bretagne Écologie
Bretagne Écologie est un parti politique régional écologiste créé le 4 juillet 2009 à l'occasion des élections régionales de 2010 en Bretagne. Il a eu jusqu'à six élus régionaux, siégeant dans la majorité régionale.

## Histoire
En juillet 2009, d'anciens élus verts et écologistes non-encartés s'allient pour créer Bretagne Écologie. En tant que régionalistes, ils contestent la ligne d'autonomie au premier tour pour les régionales de 2010, imposée partout par Europe Écologie.
En janvier 2010, ils signent un accord avec Jean-Yves Le Drian, président socialiste du Conseil régional de Bretagne. Cet accord leur permet d'avoir six élus dont une vice-présidente Marie-Pierre Rouger, qui obtient la charge des lycées et de la qualité du bâti.
Fin décembre 2011, trois élus (Daniel Cueff, Haude Le Guen et Dominique Ramard) décident de ne plus adhérer  à l'association en raison d'un désaccord majeur à savoir la centrale au gaz du Finistère qui ne figurait pas dans l'accord programmatique signé et que l'association Bretagne Écologie a toujours contesté fondamentalement. Les exclus évoquent ces désaccords et dénoncent des postures idéologiques . Ils continuent cependant de siéger au sein du groupe « Bretagne Écologie » au conseil régional.
Anne Camus rejoint en 2014 le Front démocrate, écologique et social créé par Jean-Luc Bennahmias et quitte donc l'association, tout en restant membre du groupe.
Lors des élections départementales de 2015, BÉ s'allie au Front de gauche dans le Canton de Fougères-1.
Lors des régionales de 2015, le parti s'allie à EÉLV et rejoint la liste menée par René Louail. Elle obtient 6,5% mais Jean-Yves Le Drian refusant la fusion, le parti disparaît du conseil régional.

## Élus durant la mandature 2010-2015
- Émile Bihan (Finistère)[7] ;
- Marie-Pierre Rouger (Ille-et-Vilaine), ancienne conseillère régionale verte, vice-présidente du Conseil régional et co-présidente du parti.

### Départ en cours de mandat
- Anne Camus (Morbihan), ancienne élue municipale verte puis « écologiste sans étiquette » de Vannes, qui rejoint le Front démocrate en 2014 ;
- Daniel Cueff (Ille-et-Vilaine), maire sans étiquette de Langouet et président de la Communauté de communes du Val d'Ille-Aubigné, ancien co-président de Bretagne Écologie. Aux régionales de 2015, il mène la liste régionaliste de Christian Troadec, Oui la Bretagne, en Ille-et-Vilaine qui obtient 4 % des voix ;
- Haude Le Guen (Finistère), ancienne conseillère régionale verte ;
- Dominique Ramard (Côtes d'Armor), maire vert de Saint-Juvat, rejoint la liste de Jean-Yves Le Drian pour les élections régionales de 2015.